# Villach
Villach (hrvatski i slovenski: Beljak) grad je u austrijskoj saveznoj pokrajini Koruškoj i važno prometno čvorište.
Villach leži na rijeci Dravi i njezinoj pritoci Gail, dok se u neposrednoj blizini grada nalazi i mnoštvo jezera: Ossiacher See, Faaker See, Silbersee, Vassacher See, Magdalensee i St. Leonharder See.
Sa 61.221 stanovnika (2016.) Villach je nakon Klagenfurta po veličini drugi koruški grad. Gradonačelnik je Günther Albel (SPÖ).

## Vanjske poveznice
- Službene stranice grada Villacha